# Runderlintworm
De runderlintworm Taenia saginata (synoniem: Taeniarhynchus saginata) is een lintworm die als gastheren de mens en rundvee heeft. De mens is de enige bekende definitieve gastheer die deze soort lintworm in de darm draagt.

## Beschrijving van de lintworm
De lintworm kan vele meters lang worden en bestaat uit een kop of scolex die zich met de vier zuignappen aan het slijmvlies van het darmkanaal heeft gehecht. De scolex heeft, en dat is een uitzondering voor lintwormen van deze familie, geen haken. Hij wordt daarom ook wel de ongewapende lintworm van de mens genoemd, in tegenstelling tot de gewapende lintworm van de mens (Taenia solium). De lintworm groeit vanaf de kop. Voedsel wordt door de lintworm via de huid uit het darmkanaal opgenomen. Naar achteren toe worden de leden, proglottiden, gevormd. Een lintworm kan wel uit meer dan 2000 geledingen bestaan, die groter en rijper worden naarmate ze verder van de kop zijn verwijderd. De lintworm groeit uit tot 5, soms zelfs 10 meter. Uiteindelijk bestaan ze nagenoeg geheel uit eierstokken die enorme aantallen (80 000 a 100 000 per proglottide) eieren produceren. De laatste geledingen laten, gevuld met rijpe eieren, los en verlaten met de ontlasting het lichaam. De proglottiden zijn vaak actief beweeglijk en kruipen soms uit de anus. In de vrije natuur komen ze hierbij o.a. op planten terecht. Doordat de moderne mens meestal de lintwormleden op het toilet kwijtraakt, zullen de eieren via het riool de waterzuiveringsinstallaties bereiken. Vanuit deze installaties kunnen ze met het afgevoerde slib getransporteerd worden. Vogels (zoals meeuwen) die zich vaak in grote aantallen bij opslagplaatsen van rioolslib bevinden, kunnen de eieren naar andere plekken brengen. De eieren blijven lang infectieus, soms zelfs jaren.

## Levenscyclus

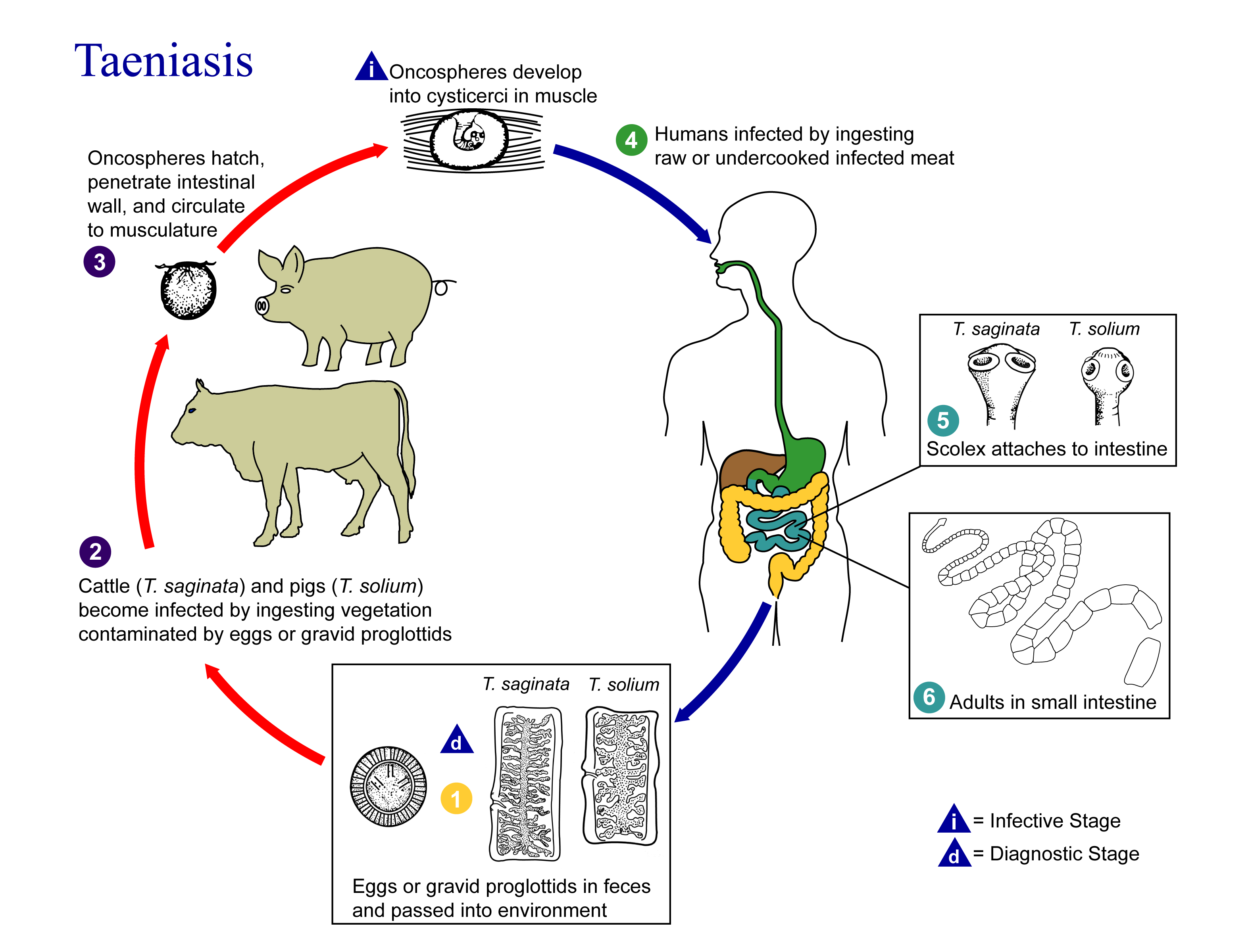
Levenscyclus van de runderlintworm en de varkenslintworm

De lintwormeieren worden bij het grazen met het gras door vee opgenomen en komen in de maag uit, waarbij een oncospheer vrijkomt die door de darmwand migreert en in spierweefsel van de koe een cyste-achtige structuur, de cysticercus vormt. Dit is een blaas gevuld met vocht waarin zich een onrijpe lintwormkop bevindt. Deze kan vele jaren in het dier overleven. Wordt de koe geslacht en opgegeten zonder het vlees voldoende te verhitten dan krijgt de mens de levende lintwormkop binnen die zich in de darm in de loop van ca. 2 maanden ontwikkelt tot de bekende lintworm, waarmee de cyclus rond is.

## Symptomen
Een mens met een lintworm merkt daar meestal weinig van, hooguit zijn er wat vage buikklachten. Het is zeker niet zo dat zo iemand altijd sterk vermagert. Wel kunnen de lintwormproglottiden actief uit de anus kruipen of in de ontlasting worden gevonden als de worm eenmaal voortplantingsrijp is. De proglottiden zijn macroscopisch zichtbaar, ze hebben het uiterlijk van platte witte schilfers met een lengte van ongeveer 2 cm en een breedte van 6 mm.

## Behandeling
Behandeling is tamelijk eenvoudig met een korte kuur van een lintwormdodend middel zoals praziquantel. In België geldt de eenmalige toediening van niclosamide als standaardbehandeling.

## Preventie
Keuring van geslacht vlees detecteert de cysten. Riolering zorgt dat ontlasting van lintwormdragers niet meer op plaatsen terechtkomt waar vee de eieren kan opeten, maar er vindt toch verspreiding van eieren plaats via slib en vogels (zie boven). Runderlintwormen zijn in Nederland zeldzaam geworden.
In België komen er jaarlijks toch nog meer dan 10 000 besmettingen van mensen voor. De beste preventie blijft dus nog steeds het vermijden van (rauw of onvoldoende gebakken) vlees.